# College Corner
College Corner è un villaggio degli Stati Uniti d'America, situato nello stato dell'Ohio, diviso tra la contea di Preble e la contea di Butler.
La località si trova lungo la linea di confine con l'Indiana ed è adiacente al comune dell'Indiana di West College Corner.